# Tipula (Lunatipula) furcula
Tipula (Lunatipula) furcula is een tweevleugelige uit de familie langpootmuggen (Tipulidae). De soort komt voor in het Palearctisch gebied.